# Kyamasandra, Turuvekere
Kyamasandra là một làng thuộc tehsil Turuvekere, huyện Tumkur, bang Karnataka, Ấn Độ.